# Curt Hansen
Curt Hansen (Hartford, Wisconsin, Estados Unidos; 14 de agosto de 1987) es un ex actor, ex cantante y ex bailarín estadounidense. Es más conocido por su papel de Dak Zevon en la serie de comedia musical Big Time Rush.

## Biografía
Hansen nació el 14 de agosto de 1987 en la ciudad de Hartford, Wisconsin, Estados Unidos. En el 2005, se graduó de la escuela Hartford Union High School. 
En 2009, Hansen fue elegido como el personaje principal en la serie de comedia musical Big Time Rush, junto con James Maslow, Carlos Pena Jr. y Logan Henderson. Hansen filmó un episodio piloto y grabó dos canciones, sin embargo, los productores del programa notaron que parecía mayor que los demás miembros del reparto, y su voz sonaba demasiado similar a la de James Maslow, por lo que decidieron reemplazarlo con el actor Kendall Schmidt. Hansen más tarde regresaría a la serie como actor invitado en dos episodios. En ella interpreta a la estrella pop Dak Zevon, una parodia de Zac Efron.
Desde su salida de Big Time Rush, Hansen ha aparecido en su mayoría en obras de teatro. En 2010, fue suplente en el musical ganador del Premio Tony, Next to Normal, y continuó en el papel hasta el 2011. En 2012, protagonizó A Snow White Christmas, junto con Neil Patrick Harris, Ariana Grande y Charlene Tilton. En 2013, interpretó a Mike en el musical Girlfriend de Todd Almond. Hansen también fue miembro del elenco de Hairspray en Broadway, y actuó en la aclamada producción de Jason Robert Brown, Parade.

## Filmografía
| Año  | Título              | Papel         | Notas                                              |
| ---- | ------------------- | ------------- | -------------------------------------------------- |
| 2008 | Fashion News Live   | Él mismo      | 1 episodio                                         |
| 2010 | Big Time Rush       | Dak Zevon     | Episodios: Big Time Photo Shoot y Big Time Concert |
| 2010 | The Good Wife       | Andre         | Episodios: Bad Girls                               |
| 2013 | B-Side              | Novio de Kate |                                                    |
| 2013 | Monkeywrench        | Josh          | Corto                                              |
| 2016 | People You May Know | Nicholas      | Película                                           |